# Closer (Zeitschrift)
Closer ist eine wöchentlich erscheinende Frauenzeitschrift. Sie wird in Großbritannien und Deutschland von der Bauer Media Group herausgegeben, in Frankreich von Mondadori und in den USA von American Media.

## Ausgaben
Die britische Ausgabe existiert seit 2002 und gehörte zunächst dem britischen Unternehmen Emap. Im Dezember 2007 kaufte die Bauer Media Group für 1,14 Milliarden Pfund (umgerechnet 1,58 Milliarden Euro) den Bereich Publikumszeitschriften und Radiosender von Emap.
Die französische Ausgabe wurde im Juni 2005 von Emap France gestartet. Im Juni 2006 wurde Emap France für 545 Millionen Euro an Mondadori verkauft.
Die deutsche Ausgabe wurde erstmals am 22. Februar 2012 von der Bauer Media Group veröffentlicht. 2013 fand eine Kooperation mit der RTL-II-Serie Köln 50667 statt. Bis Juni 2014 hatte die Zeitschrift einen Unterauftritt auf dem Frauenportal Wunderweib. Seit September 2019 wird Closer zusammen mit InTouch, Joy und Shape von einer von Angela Meier-Jakobsen geleiteten Gemeinschaftsredaktion in Hamburg produziert. Die verkaufte Auflage beträgt 22.169 Exemplare, ein Minus von 85,4 Prozent seit 2012.
Die US-amerikanische Ausgabe wurde im Juni 2013 von der Bauer Media Group gestartet. Im Juni 2018 wurde sie an American Media verkauft.

## Kontroversen
Im September 2012 erschienen in der französischen Ausgabe von Closer Oben-ohne-Fotos, die Paparazzi von Kate Middleton während deren Urlaubs mit Ehemann Prinz William auf einem Schloss in Südfrankreich geschossen hatten. Die mit starkem Teleobjektiv von einer annähernd 1 Kilometer entfernten öffentlichen Straße aus entstandenen Bilder lösten eine heftige Diskussion um Persönlichkeitsrechte und Sicherheitsfragen, Ablehnung bis hin zu Morddrohungen gegenüber Closer sowie Klageandrohungen des Paares aus, woraufhin die englische Ausgabe des Magazins sich distanzierte und versicherte, sie werde diese Bilder nicht veröffentlichen. Französische Behörden ordneten einen einstweiligen Stopp der Verbreitung an und beschlagnahmten die Originalfotos. Die Chefredakteurin der französischen Closer hingegen erklärte, sie habe mit dem Abdruck nur ihre Arbeit als Journalistin getan.
Im Januar 2014 brachte ebenfalls die französische Closer Paparazzi-Fotos, die eine seit längerem dem Staatspräsidenten François Hollande nachgesagte Affäre mit der Schauspielerin Julie Gayet belegen sollten. Closer kündigte später an, die Fotos von der Internetseite zu nehmen, die Zeitschrift durfte weiterhin verkauft werden. Wegen des Verkaufserfolges dieser Story wurden in der Folgewoche 150.000 Exemplare des Magazins nachgedruckt, die Zugriffe auf die Website stiegen am Erscheinungstag 10. Januar 2014 um 800 Prozent auf 1,4 Millionen an.